# Smimou
Smimou  (in arabo سميمو‎?) è un centro abitato e comune rurale del Marocco situato nella provincia di Essaouira, regione di Marrakech-Safi. Conta una popolazione di 8 026 abitanti (censimento 2014).